# 乌韦扬
乌韦扬（法語：Ouveillan，法語發音：[uvɛjɑ̃] ⓘ）是法国奥德省的一个市镇，位于该省东北部，属于纳博讷区。

## 地理
乌韦扬（43°17'19"N, 2°58'17"E）面积29.98 平方千米，位于法国奧克西塔尼大區奥德省，该省份为法国南部沿海省份，北起塔恩省，西北接上加龙省，西接阿列日省，南至东比利牛斯省，东临地中海，东北与埃罗省接壤。
与乌韦扬接壤的市镇（或旧市镇、城区）包括：阿热利耶、屈克萨克多德、萨莱勒多德、卡佩斯唐、克吕济、蒙泰尔、卡朗特。
乌韦扬的时区为UTC+01:00、UTC+02:00（夏令时）。

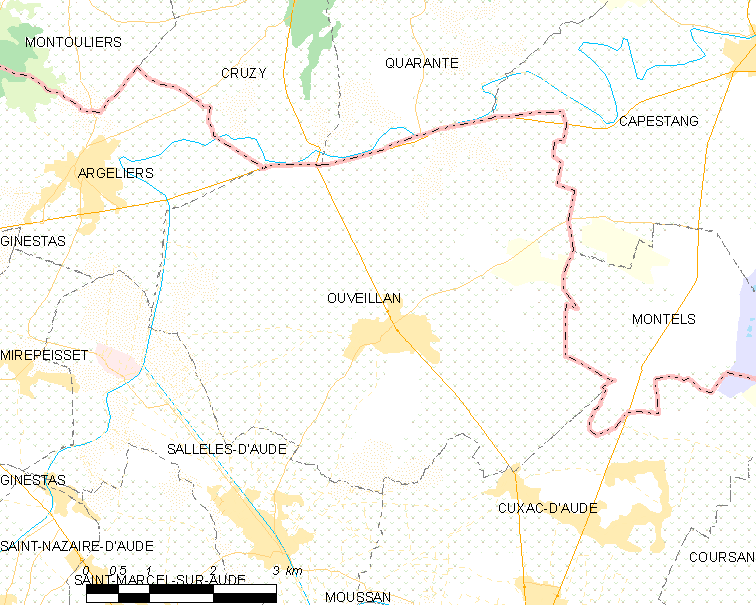
乌韦扬的OSM定位图

## 行政
乌韦扬的邮政编码为11590，INSEE市镇编码为11269。

## 政治
乌韦扬所属的省级选区为南密涅瓦县。

## 交通
奥德省省道D13线和D418线在市中心交汇，省道D5线从境内北侧过境。

## 人口

1962-2008年间乌韦扬人口变化图示

乌韦扬于2022年1月1日时的人口数量为2635人。